# Крило зворотної стрілоподібності

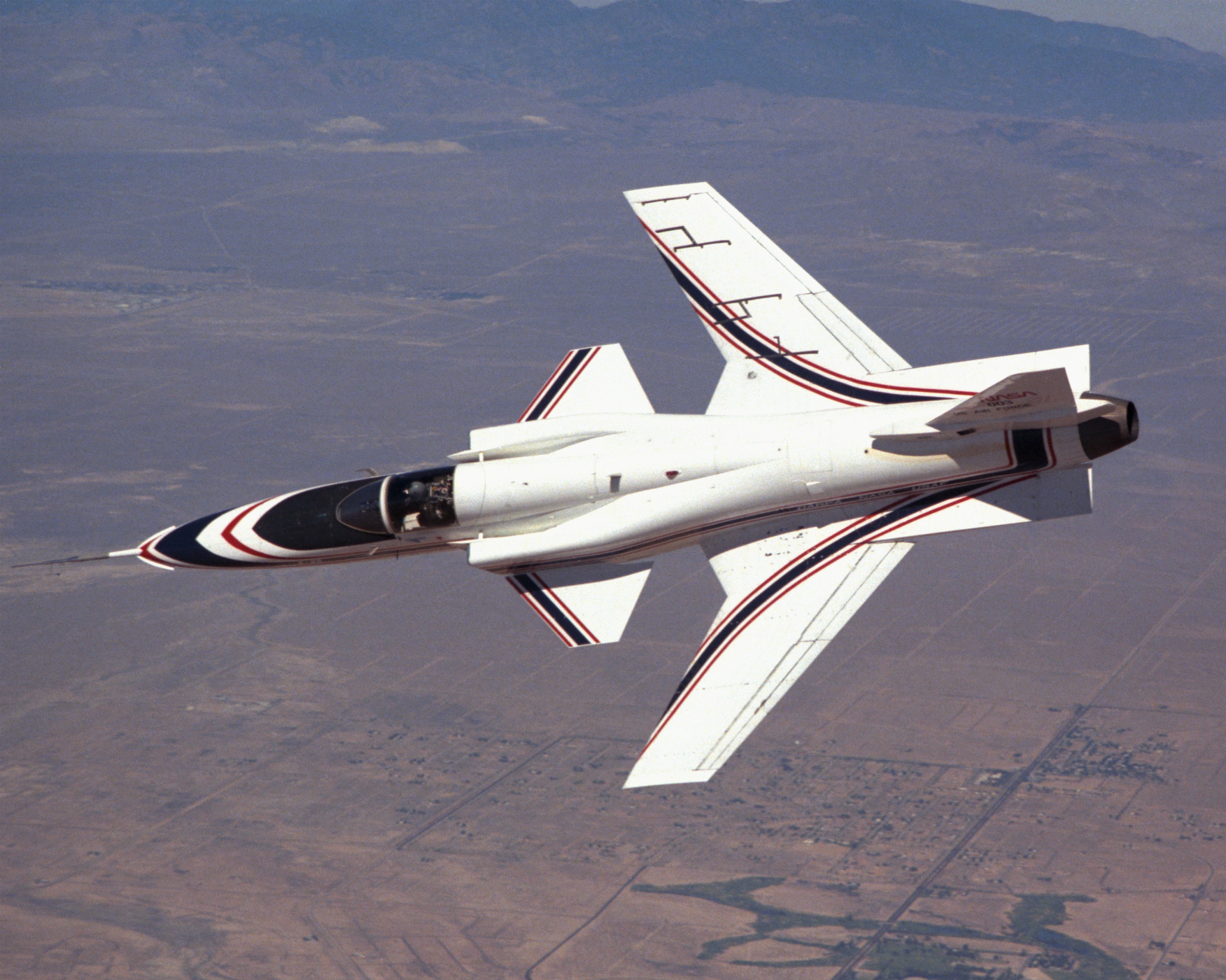
Зворотна стрілоподібність Grumman X-29

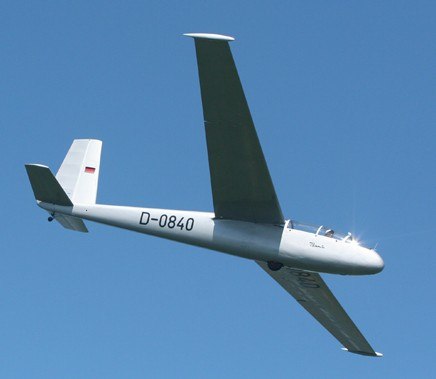
Планер LET L-13 Blaník

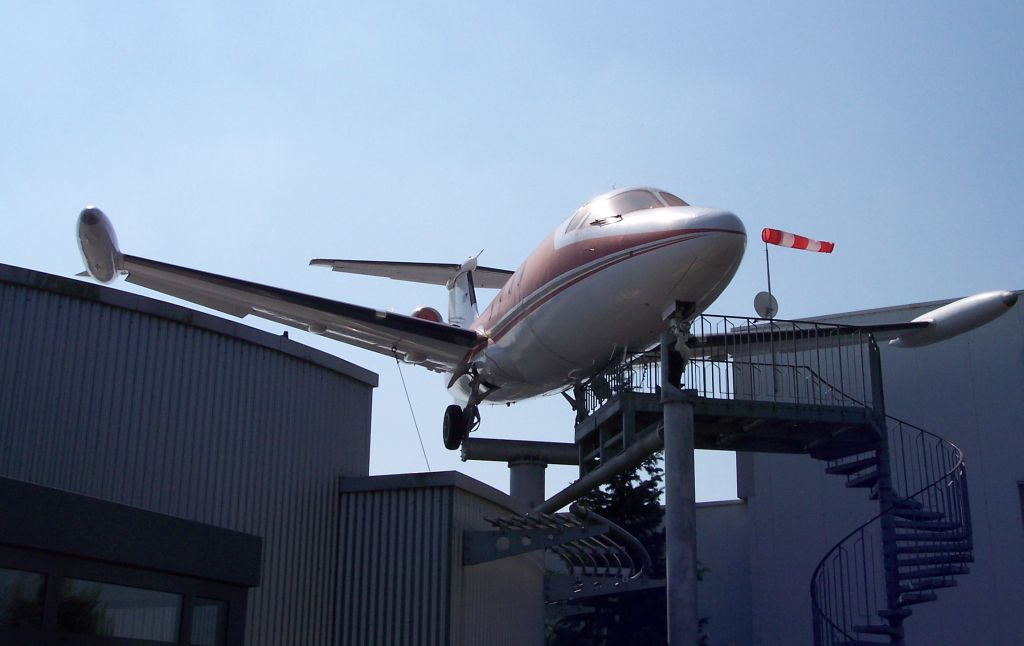
HFB-320 Hansa Jet (15 °)

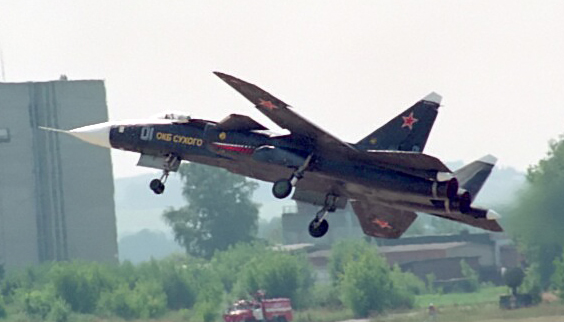
Су-47 «Беркут» (≈ 20 °)

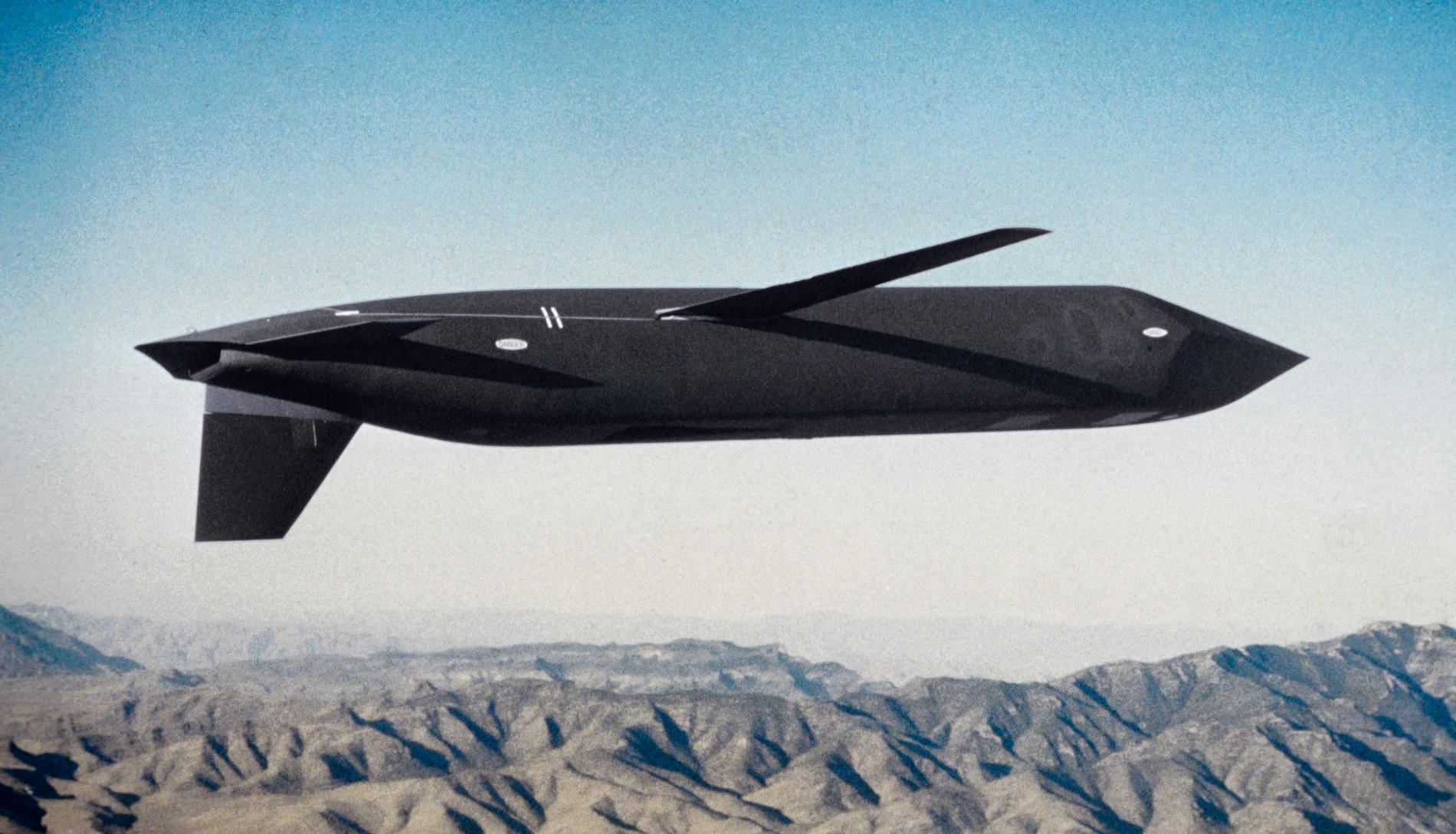
Крилата ракета AGM-129 ACM

Крило зворотної стрілоподібності (КЗС) — конфігурація крила літака, в якому чверть хорди крила розгорнута вперед. Конфігурація була вперше запропонована в 1936 німецькими авіаційними конструкторами.
Крило зворотної стрілоподібності — крило з негативною стрілоподібністю.

## Історія
Перші роботи по крилу зворотної стрілоподібності проводились в міжвоєнній Польщі, втім проєкти лишились нереалізованими.
Дослідженнями займався радянський авіаконструктор Віктор Миколайович Бєляєв. Першими прототипами стали планери - БП-2 (1934), БП-3, ДБ-ЛК, в них також була реалізована схема літаючого крила.
Першим літаючим літаком з крилом зворотної стрілоподібності став німецький реактивний бомбардувальник Ju-287. Перший політ здійснив в лютому 1944 року, літак був розрахований на швидкість близько 815 км/год. Два дослідних прототипи були захоплені СРСР як трофеї.
Теоретично, така схема крила надавала певні переваги в польоті, але в результаті багатосторонніх випробувань Entwicklungs Flugzeug («експериментальний літак») з 1946 по 1949 роки, спеціалістами КБ-1 в Дессау, 2 літака не змогли показати гарних льотних характеристик, одною з проблем була зменшенням статичної стійкості літака в польоті, також програма зіштовхнулась з іншими проблемами які неможливо було вирішити на той час. Проєкт був закритий, а спеціалісти ЦАГІ прийшли до рішення не застосовувати подібну конструкцію надалі.
Першим серійним літаком в якому була використана така схема, став німецький пасажирський літак Hamburger Flugzeugbau HFB-320 Hansa Jet 1964 року. Літак мав крило з відносно малою зворотною стрілоподібністю, загалом було випущено 47 одиниць.
Довгий час літаків з таким крилом не будували, але в кінці 70-х років, в США з'явилась ефективна комп'ютерна система управління польотом "Fly-by-Wire", що дозволило повернутись до цієї концепції. Для випробувань, по замовлення ВПС США був створений літак X-29. Перший політ здійснив в грудні 1984 року, втім програма була закрита.
Наприкінці вересня 1997 року був створений літак Су-47 "Беркут", програма була закрита.

## Переваги
- Дозволяє поліпшити керованість на малих швидкостях польоту.
- Підвищує аеродинамічну ефективність в усіх областях льотних режимів.
- Компонування з крилом зворотної стрілоподібності оптимізує розподіл тиску на крило і переднє горизонтальне оперення
- Дозволяє зменшити радіолокаційну помітність літака в передній півсфері.

## Недоліки
- КЗС особливо схильне до аеродинамічної дивергенції (втрати статичної стійкості) при досягненні певних значень швидкості і кутів атаки.
- Вимагає конструкційні матеріали та технології, що дозволяють створити достатню жорсткість конструкції.

## Застосування

### Серійні
- Чехословацький планер LET L-13 Blaník має малий кут зворотної стрілоподібності крила. Вперше піднявся в повітря 1956 року, відтоді вироблено понад 2500 машин.
- Німецький планер Schleicher K 7 вперше піднявся в повітря в 1957 році, з тих пір вироблено понад 500 машин.
- Німецький планер Schleicher ASK 13 вперше піднявся в повітря в липні 1966 року, з тих пір вироблено понад 700 машин.

- Цивільний літак HFB-320 Hansa Jet, вперше піднявся в повітря 21 квітня 1964 року.
- Навчальний літак Saab MFI-15 Safari, вперше піднявся в повітря в 1969 році.
- Американська стратегічна крилата ракета General Dynamics AGM-129 ACM, призначена для озброєння бомбардувальник ів B-52 Stratofortress. Однак вибір крила зворотної стрілоподібності був зумовлений, у першу чергу, міркуваннями малопомітності: радіолокаційне випромінювання, відбите від передньої кромки крила, екранувалося корпусом ракети.

### Експериментальні
- Першим реактивним літаком з крилом зворотної стрілоподібності став німецький бомбардувальник Junkers Ju 287. Машина, яка здійснила перший політ в лютому 1944 року, була розрахована на максимальну швидкість 815 км/год. Надалі два бомбардувальника цього типу дісталися СРСР як трофеї.
- У 1945 році за завданням ЛІІ конструктором П. П. Цибіна був створений експериментальний планер ЛЛ-З, що вийшов на випробування в 1947 році, мав крило зворотної стрілоподібності і досягав швидкості 1150 км/год (М = 0,95).
- У США за замовленням BBC був побудований літак Northrop Grumman X-29. Перший політ експериментального літака відбувся 14 грудня 1984 року. До 1991 року дві побудовані машини виконали, в загальній складності, 616 польотів. Однак програма X-29A розцінюється в США як невдала.
- Наприкінці вересня 1997 року відбувся політ нового експериментального літака, Су-47 «Беркут», який міг стати прототипом винищувача п'ятого покоління, однак програма була закрита у зв'язку з розробкою і успішними випробуваннями ПАК ФА (Т-50).